# Fábio Santos (volante)
Fábio dos Santos Barbosa, conhecido apenas como Fábio Santos (Campina Grande, 9 de outubro de 1980), é um ex-futebolista brasileiro que atuava como volante.

## Carreira
Começou jogando no Santo André. Em 2004, participou da conquista do Paulistão 2004 pelo São Caetano, sendo negociado em seguida para o Nacional de Portugal.
Voltou ao futebol brasileiro jogando pelo Cruzeiro, onde conquistou o estadual de 2006. Após isto, foi negociado com o Lyon da França, onde conquistou o Campeonato Francês de Futebol de 2007.
Em 2008 foi emprestado ao São Paulo por seis meses. No entanto o clube rescindiu o contrato em comum acordo com o jogador em junho de 2008, após uma briga envolvendo ele e o meia Carlos Alberto, que também foi dispensado após o envolvido.
Depois de rescindir com o São Paulo, ele retornou ao Lyon. No dia 14 de Maio de 2009, Fábio Santos rescindiu definitivamente o contrato com o clube, após reclamar de ser substituído durante uma partida, e foi negociado com o Fluminense. Mas enquanto atuou pelo tricolor carioca, Fábio Santos entrou poucas vezes em campo em virtude das inúmeras lesões que vinha sofrendo. Desta forma, o contrato do jogador com o clube foi rescindido em setembro.
Entre agosto de 2009 a abril de 2010, vinha se recuperando de uma lesão no centro de treinamento do Cruzeiro. Após o término do tratamento, havia grandes chances do jogador fazer um contrato com o clube e voltar a jogar pelo Cruzeiro, clube pelo qual já tinha jogado entre 2005 a 2006.
No dia 25 de abril de 2010 foi confirmada sua contratação pelo Cruzeiro, mas no dia 12 de Maio, o jogador deu uma entrevista após a derrota para o São Paulo pelas quartas de final da Taça Libertadores da América, declarando que estaria encerrando sua carreira devido ao grande número de cirurgias e às vaias feitas pela torcida celeste. Em seu retorno ao Cruzeiro, Fábio Santos atuou em apenas duas partidas, uma contra o Internacional pelo Campeonato Brasileiro no dia 09 de maio, e outra contra o São Paulo em 12 de maio pela Copa Libertadores da América. Em ambas, entrou em campo somente no segundo tempo.
Ao encerrar a carreira, o jogador declarou: "É difícil ser vaiado. O torcedor tem que entender as coisas. Queria sair vitorioso. Mas estou de cabeça tranquila e não tenho mais essa paciência. Só tenho a agradecer ao Cruzeiro, mas infelizmente não dá mais. É uma decisão sem volta".

## Títulos
São Caetano
- Campeonato Paulista: 2004

Cruzeiro
- Campeonato Mineiro: 2006

Lyon
- Campeonato Francês: 2007

São Paulo
- Campeonato Brasileiro: 2008